# マップコード
マップコードとは1997年（平成9年）にデンソーが開発した技術で、地図上の位置を簡単に特定できるコードナンバーのこと。

## 概要
日本全国のあらゆる場所を、6〜10桁の数字で表すことができる。精度は約30m四方。さらに2桁の高分解能コードを追加することで、約3m四方で場所を特定することが出来る。
主にカーナビで、特定の場所を入力するための入力手段の1つとして使われている。Webベースの地図表示サイトの中にも、表示している場所のマップコードの表示、あるいはマップコードからそのマップコードの場所を表示するサービスを行っているところがある。
緯度と経度を特定の計算方法により数字コードと相互変換しており、緯度経度に比べて半分以下の桁数の数字のみで地点を特定することができる。
計算方法は非公開で、機器やサービスでマップコードの機能を提供するには有償でライセンスを受ける必要がある。

## 歴史
- 1997年（平成9年） - デンソーが開発。
- 2010年（平成22年）4月 - 株式会社デンソーコミュニケーションズを設立、マップコードの運営を移管。

## マップコードの調べ方
マップコードサイトではマップコード発行サービスを提供していたが2011年（平成23年）6月末に終了。
デンソーコミュニケーションズではドライブ情報サイト「びあはーる」でマップコードを提供していたが、2015年（平成27年）3月末にサイトを終了。
2015年（平成27年）4月現在では、「Mapion」や「Yahoo!地図」やデンソー製アプリ「NaviCon（iOSとAndroidに対応）」を利用する事で、無料でマップコードを取得する事ができる。NaviConの場合はカーナビの対応機種とBluetooth接続する事により、自動的にマップコード等の検索データを送信して目的地の設定を行う手間が省ける機能がある。

## マップコードの掲載
マップコードは印刷物、ホームページ、各種媒体に自由に掲載できるが、掲載時にはロゴ利用と掲載について規定がある。